# زاوخة (الرجم)

تعديل مصدري - تعديل

زاوخة هي إحدى قرى عزلة بني اسعد بمديرية الرجم التابعة لمحافظة المحويت، بلغ تعداد سكانها 175 نسمة حسب تعداد اليمن لعام 2004.